# 76 Virginis
76 Virginis (h Virginis) é uma estrela na direção da Virgo. Possui uma ascensão reta de 13h 32m 58.09s e uma declinação de −10° 09′ 53.7″. Sua magnitude aparente é igual a 5.21. Considerando sua distância de 264 anos-luz em relação à Terra, sua magnitude absoluta é igual a 0.67. Pertence à classe espectral K0III.